# Меле (залив)
Вижте пояснителната страница за други значения на Меле.
Заливът Меле (Mele bay) е с координати 17°43′00″ ю. ш. 168°14′00″ и. д. / 17.716667° ю. ш. 168.233333° и. д.. Това е най-големият залив на остров Ефате, Република Вануату. Намира се на 4 км северозападно от столицата Порт Вила.
Заливът Меле е с обширен коралов риф с причудлив ландшафт и изобилстващ от следи от корабокрушения.
Рифът Блек Сендз е един от най-популярните участъци за драйвинг на острова. Оттук започва подводна система от над стотина пещери и тунели, обитавани от над 300 вида риби и морски мекотели. Прозрачността на морската вода се колебае от 30 до 50 м.
Тук, в близост до малкия остров Меле (Хайдеуей) се намира и първата подводна пощенска станция е света.